# Мащенко Микола Павлович
Мико́ла Па́влович Ма́щенко  (12 січня 1929 , Мілуватка, Кабанський район, Куп'янська округа, Українська СРР, СРСР  — 2 травня 2013 , Київ ) — український кінорежисер, сценарист, письменник, професор. Один із представників хвилі «українського поетичного кіно».
Мащенко був членом та головою Національної спілки кінематографістів України, членом Національної спілки письменників України, генеральним директором Київської кіностудії ім. Довженка (1989—2004), академіком Національної академії мистецтв України (1997—2013). У 1983 році отримав звання Народний артист УРСР.

## Біографія

Могила Миколи Мащенка, Байкове кладовище

Народився 12 січня 1929 року в с. Мілуватка, тепер Сватівський район, Луганська область, Україна. Мати - свинарка в колгоспі, батько – працівник залізничної станції. У сім’ї було 7 дітей.  Коли наймолодшому,  Миколі, було 19 днів від народження, батько загинув внаслідок нещасного випадку.
Закінчив Мілуватську семирічну школу, старші класи – у школі міста Рубіжне.
1953 — закінчив Харківський театральний інститут (майстерня Мар'яненка).
1957 — почав працювати на Київській кіностудії художніх фільмів.
1989—2004 — директор, згодом генеральний директор Київської кіностудії ім. Довженка.
1996 — засновник Академії мистецтв України, а за рік — її дійсний член (академік).
2004 — академік-секретар відділення кіномистецтва Національної академії мистецтв України.
Помер 2 травня 2013 року на 85-му році життя. Похований у Києві на Байковому кладовищі (ділянка № 52, 50°25′18.79″ пн. ш. 30°30′26.53″ сх. д. / 50.4218861° пн. ш. 30.5073694° сх. д.).

## Творчий доробок
У Національному театрі російської драми ім. Лесі Українки поставив спектакль «Будинок, де все шкереберть» А.Портеса (1995).
Микола Мащенко є автором низки книг:
- «Зоря для матері» (1983);
- «Мамо, рідна, єдина…» (1991);
- «Відьма-енкаведистка» (2000);
- «Ви бачили, як плаче птаха…» (2003);
- «Спогад про любов. Троє» (2004);
- «Остання атака» (2005);
- «Василь Земляк в усмішках Миколи Мащенка» (2006).

Також він є автором низки книг з історії телебачення.

## Фільмографія
- 1961 — «Повія» (2-й режисер у співавт.)
- 1962 — «Радість моя» (у співавт.)
- 1963 — «Новели Красного дому» (у співавт.)
- 1965 — «Хочу вірити»
- 1965 — «Всюди є небо»
- 1967 — «Дитина»
- 1970 — «Комісари»
- 1971 — «Іду до тебе…»
- 1973 — «Як гартувалася сталь» (за романом російського письменника Миколи Островського, 6 серій)
- 1978 — «Шлях до Софії» (за романом болгарського письменника Стефана Дичева, 5 серій, СРСР — Болгарія)
- 1980 — «Овід» (за романом англійської письменниці Етель Ліліан Войнич, 3 серії)
- 1982 — «Карастоянови» (т/ф, 3 серії, СРСР — Болгарія)
- 1983 — «Паризька драма»
- 1985 — «Напередодні»
- 1986 — «Мамо, рідна, любима...»
- 1987 — «Все перемагає любов»
- 1988 — «Зона» (у співавт. з С. Шахбазяном)
- 1993 — «Кобзар»
- 1992 — «Вінчання зі смертю»
- 2008 — «Богдан-Зиновій Хмельницький»

Меморіальна дошка на адміністративному корпусі кіностудії ім. Довженка (Київ)

Свого часу Микола Павлович висловлював впевненість у скорому відродженні українського кіновиробництва. Як зазначає у своїй книжці Ігор Шаров, митець згадував, як:
Колись президент США Рузвельт, побачивши картину Марка Донського «Райдуга», вигукнув: «Народ, який здатен знімати такі фільми, непереможний!», А французький президент Де Голль, зачарований силою енергетики, що випромінювали «Тіні забутих предків» Параджанова, замовив собі копію і багато років дивився фільм удома"http://argumentua.com/stati/sergei-paradzhanov-i-slezhka-kgb [Архівовано 25 грудня 2021 у Wayback Machine.]

## Нагороди та відзнаки
- Республіканська премія ЛКСМУ (1970)
- Орден Трудового Червоного Прапора (1971)
- Почесна Грамота Верховної Ради Абхазії (1971)
- Премія Ленінського комсомолу (1974) — за к/ф «Як гартувалася сталь» (1973)
- Орден Кирила та Мефодія (Болгарія) за фільм «Шлях до Софії» (1978)
- Орден Дружби народів (1978)
- Народний артист УРСР (1983)
- Лауреат Національної премії України ім. Шевченка за фільм «Овід» (1982)
- Почесна Грамота Верховної Ради УРСР (1990)
- Почесна відзнака Президента України (22 серпня 1996) — за видатний особистий внесок у збагачення національної культурно-мистецької спадщини, вагомі творчі досягнення та з нагоди п'ятої річниці незалежності України[3]
- Орден князя Ярослава Мудрого V ст. (11 грудня 1999) — за визначні особисті заслуги перед Українською державою в розвитку національного кіномистецтва, багаторічну плідну громадську діяльність[4]
- Орден князя Ярослава Мудрого IV ст. (29 грудня 2004) — за визначні особисті заслуги у розвитку українського кіномистецтва, багаторічну плідну творчу працю та громадську діяльність[5]
- Орден «За заслуги» II ст. (10 вересня 2008) — за значний особистий внесок у розвиток національного кіномистецтва, вагомі досягнення у професійній діяльності, багаторічну плідну працю та з нагоди Дня українського кіно[6]
- Орден «За заслуги» I ст. (23 серпня 2011) — за значний особистий внесок у становлення незалежності України, утвердження її суверенітету та міжнародного авторитету, заслуги у державотворчій, соціально-економічній, науково-технічній, культурно-освітній діяльності, сумлінне та бездоганне служіння Українському народові[7]
- Державна премія України імені Олександра Довженка 2011 року — за видатний внесок у розвиток українського кіномистецтва[8]
- Почесний громадянин Софії (Болгарія).